# Neslihan Yiğit
Neslihan Yiğit (Bursa, 26 de febrer de 1994) és una jugadora de bàdminton turca. Va guanyar dues medalles d'or als Jocs del Mediterrani de 2013, a Mersin, Turquia, en les modalitats femenines individual i dobles. També va participar en els Jocs Olímpics d'Estiu de 2012, a Londres, com a la primera esportista turca en aquest esport.